# Европско првенство у атлетици на отвореном 2006 — троскок за мушкарце
Такмичење у троскоку  у мушкој конкуренцији на Европском првенству у атлетици 2006. у Гетеборгу, је одржано 10. и 12. августа на стадиону Улеви.
Титулу освојену 2002. у Минхену одбранио је Кристијан Олсон из Шведске.
На овом Првенству оборена су 2 национална и 3 лична рекорда, најбољи европски резултаст сезоне и 4 најбоља лична резултата сезоне.

## Земље учеснице
Учествовало је 25 такмичара из 15 земаља.
1. Белгија (1)
2. Грчка (2)
3. Данска (1)
4. Естонија (1)
5. Италија (2)
6. Поругалија (1)
7. Румунија (2)
8. Русија (3)
9. Словачка (1)
10. Словенија (1)
11. Уједињено Краљевство (3)
12. Украјина (3)
13. Француска (2)
14. Швајцарска (1)
15. Шведска (1)

## Рекорди
| Рекорди пре почетка Европског првенства 2012. | Рекорди пре почетка Европског првенства 2012. | Рекорди пре почетка Европског првенства 2012. | Рекорди пре почетка Европског првенства 2012. | Рекорди пре почетка Европског првенства 2012. |                  |
| --------------------------------------------- | --------------------------------------------- | --------------------------------------------- | --------------------------------------------- | --------------------------------------------- | ---------------- |
| Светски рекорд                                | Џонатан Едвардс                               | Уједињено Краљевство                          | 18,29                                         | Гетеборг, Шведска                             | 7. август 1995   |
| Европски рекорд                               | Џонатан Едвардс                               | Уједињено Краљевство                          | 18,29                                         | Гетеборг, Шведска                             | 7. август 1995.  |
| Рекорди европских првенстава                  | Џонатан Едвардс                               | Уједињено Краљевство                          | 17,99                                         | Будимпешта, Мађарска                          | 23. август 1998. |
| Најбољи светски резултат сезоне               | Кристијан Олсон                               | Шведска                                       | 17,62                                         | Лозана, Швајцарска                            | 11. јул 2006.    |
| Најбољи европске резултат сезоне              | Кристијан Олсон                               | Шведска                                       | 17,62                                         | Лозана, Швајцарска                            | 11. јул 2006.    |

### Најбољи европски резултати у 2006. години
Десет најбољих европских троскокаша 2006. године до почетка првенства (7. августа 2006), имали су следећи пласман на европској и светској ранг листи. (СРЛ)
| 1  | Кристијан Олсон      | Шведска              | 17,62 | 11. јул  | 3. СРЛ  |
| 2  | Димитриос Цијамис    | Грчка                | 17,55 | 18. јун  | 4. СРЛ  |
| 3  | Филипс Идову         | Уједињено Краљевство | 17,50 | 16. јул  | 6. СРЛ  |
| 4  | Нејтан Даглас        | Уједињено Краљевство | 17,42 | 11. јунј | 7. СРЛ  |
| 5  | Данил Букрења        | Русија               | 17,42 | 15. јун  | 8. СРЛ  |
| 6  | Жилијен Кепак        | Француска            | 17,38 | 21. јун  | 11. СРЛ |
| 7  | Костадинос Залагитис | Грчка                | 17,30 | 10. јун  | 15. СРЛ |
| 8  | Фабрицио Донато      | Италија              | 17,24 | 8. јулј  | 16. СРЛ |
| 9  | Јевгениј Плотнир     | Русија               | 17,21 | 24. јул  | 18. СРЛ |
| 10 | Нелсон Евора         | Португалија          | 17,15 | 3. јул   | 20. СРЛ |

Атлетичари чија су имена подебљана учествовала су на овом првенству.

## Освајачи медаља
|                         |                                    |                        |
| Кристијан Олсон Шведска | Нејтан Даглас Уједињено Краљевство | Маријан Опреа Румунија |

## Сатница
| Датум            | Време | Коло          |
| ---------------- | ----- | ------------- |
| 10. август 2006. | 19:20 | Квалификације |
| 12. август 2006. | 15:50 | Финале        |

## Резултати

### Квалификације
Квалификациона норма за улазак у финале износила је 16,95 (КВ). Норму је испунило 7 такмичара, а 5 се пласирало по основу постигнутог резултата (кв).
| Место | Група | Атлетичар            | Земља                | #1    | #2    | #3    | Ретзултат | Белешка |
| ----- | ----- | -------------------- | -------------------- | ----- | ----- | ----- | --------- | ------- |
| 1.    | Б     | Кристијан Олсон      | Шведска              | 17,51 |       |       | 17,51     | КВ      |
| 2.    | Б     | Нелсон Евора         | Поругалија           | 17,23 |       |       | 17,23     | КВ, НР  |
| 3.    | Б     | Александер Мартинез  | Швајцарска           | 13,69 | 17,13 |       | 17,13     | КВ, НР  |
| 4.    | A     | Маријан Опреа        | Румунија             | 16,85 | 17,05 |       | 17,05     | КВ      |
| 5.    | A     | Јевгениј Семененко   | Украјина             | 17,03 |       |       | 17,03     | КВ, ЛР  |
| 6.    | Б     | Александар Сергејев  | Русија               | 17,02 |       |       | 17,02     | КВ      |
| 7.    | A     | Филипс Идову         | Уједињено Краљевство | 16,44 | 17,01 |       | 17,01     | КВ      |
| 8.    | Б     | Нејтан Даглас        | Уједињено Краљевство | 16,79 | 16,84 | 16,77 | 16,84     | кв      |
| 9.    | A     | Виктор Јастребов     | Украјина             | 16,81 | 16,56 | 16,45 | 16,81     | кв      |
| 10.   | A     | Александар Петренко  | Русија               | 16,46 | 16,22 | 16,76 | 16,76     | кв      |
| 11.   | B     | Микола Саволајнен    | Украјина             | 16.43 | 16.64 | 16.75 | 16.75     | кв      |
| 12.   | A     | Данил Буркења        | Русија               | 16,58 | 16,45 | 16,74 | 16,74     | кв      |
| 13.   | Б     | Жолијен Капек        | Француска            | 16,35 | 16,04 | 16,74 | 16,74     |         |
| 14.   | Б     | Лари Очике           | Уједињено Краљевство | 16,42 | 16,68 | х     | 16,68     |         |
| 15.   | A     | Дмитриј Ваљукевич    | Словачка             | 16,67 | х     | 16,64 | 16,67     |         |
| 16.   | Б     | Фабрицио Донато      | Италија              | 16,62 | х     | 16,66 | 16,66     |         |
| 17.   | A     | Michael Velter       | Белгија              | х     | 16,17 | 16,56 | 16,56     |         |
| 18.   | B     | Андерс Мелер         | Данска               | 16,26 | 15,74 | 16,46 | 16,46     | ЛРС     |
| 19.   | A     | Фабрицио Скембри     | Италија              | 16,21 | 16,24 | 16,34 | 16,34     |         |
| 20.   | Б     | Lauri Leis           | Естонија             | х     | 16,34 | 16,13 | 16,34     |         |
| 21.   | A     | Karl Taillepierre    | Француска            | х     | 16,34 | х     | 16,34     |         |
| 22.   | A     | Андреј Батагељ       | Словенија            | 15,91 | х     | 15,60 | 15,91     |         |
| 23.   | Б     | Данијел Доновичи     | Румунија             | х     | х     | 15,74 | 15,74     |         |
| —     | A     | Костадинос Залагитис | Грчка                | х     | х     | х     | БП        |         |
| —     | A     | Христос Мелетоглу    | Грчка                | х     | х     | х     | БП        |         |

### Финале
| Место | Атлетичар           | Земља                | #1    | #2    | #3    | #4    | #5    | #6    | Резултат | Белешка |
| ----- | ------------------- | -------------------- | ----- | ----- | ----- | ----- | ----- | ----- | -------- | ------- |
|       | Кристијан Олсон     | Шведска              | 17,20 | 17,67 | х     | х     | х     | х     | 17,67    | ЕРС     |
|       | Нејтан Даглас       | Уједињено Краљевство | 15,36 | 16,72 | 17,12 | 17,21 | х     | х     | 17,21    |         |
|       | Маријан Опреа       | Румунија             | 16,59 | 16,86 | х     | 17,02 | 17,18 | х     | 17,18    |         |
| 4.    | Нелсон Евора        | Поругалија           | 17,07 | х     | х     | х     | х     | 16,70 | 17,07    |         |
| 5.    | Филипс Идову        | Уједињено Краљевство | х     | 17,01 | 17,02 | х     | 16,40 | х     | 17,02    |         |
| 6.    | Данил Буркења       | Русија               | 16,01 | 16,98 | 16,59 | 16,57 | 16,91 | 16,98 | 16,98    |         |
| 7.    | Виктор Јастребов    | Украјина             | 16,93 | 16,85 | 16,94 | 16,94 | 16,93 | 16,84 | 16,94    |         |
| 8.    | Микола Саволајнен   | Украјина             | 16,41 | 16,49 | 16.83 | х     | 16,84 | х     | 16,84    |         |
| 9.    | Александер Мартинез | Швајцарска           | 15,71 | 16,80 | 16,65 |       |       |       | 16,80    |         |
| 10.   | Александар Сергејев | Русија               | 16,65 | х     | х     |       |       |       | 16,65    |         |
| 11.   | Александар Петренко | Русија               | 16.26 | 16.60 | 16.55 |       |       |       | 16.60    |         |
| 12.   | Јевгениј Семененко  | Украјина             | 16,34 | х     | 16,39 |       |       |       | 16,39    |         |